# Heaven in Hiding
Heaven in Hiding es el cuarto álbum de estudio de la banda sueca de metalcore Imminence. Fue lanzado el 26 de noviembre de 2021 a través de Arising Empire. Fue producido por Eddie Berg, Harald Barret y Henrik Udd.

## Lista de canciones
Todas las canciones escritas y compuestas por Imminence. 
| N.º | Título                  | Duración |  |
| 1.  | «I Am Become a Name...» | 2:01     |  |
| 2.  | «Ghost»                 | 4:15     |  |
| 3.  | «Temptation»            | 3:43     |  |
| 4.  | «Surrender»             | 3:41     |  |
| 5.  | «Chasing Shadows»       | 4:06     |  |
| 6.  | «Moth to a Flame»       | 4:30     |  |
| 7.  | «Alleviate»             | 4:27     |  |
| 8.  | «Enslaved»              | 3:52     |  |
| 9.  | «Disappear»             | 3:48     |  |
| 10. | «Lost and Left Behind»  | 4:34     |  |
| 11. | «این نیز بگذرد»         | 3:55     |  |
| 12. | «∞»                     | 0:51     |  |
| 13. | «Heaven in Hiding»      | 3:56     |  |

| Edición de lujo |                                          |          |  |
| N.º             | Título                                   | Duración |  |
| 14.             | «Jaded»                                  | 4:27     |  |
| 15.             | «Tentación»                              | 3:40     |  |
| 16.             | «Heaven in Hiding» (acústico)            | 4:46     |  |
| 17.             | «Alleviate» (acústico)                   | 4:22     |  |
| 18.             | «Ghost» (acústico)                       | 4:11     |  |
| 19.             | «Ghost» (live in Studio Mega)            | 4:16     |  |
| 20.             | «Chasing Shadows» (live in Studio Mega)  | 4:07     |  |
| 21.             | «Temptation» (live in Studio Mega)       | 3:50     |  |
| 22.             | «Heaven in Hiding» (live in Studio Mega) | 3:51     |  |

## Personal
Imminence
- Eddie Berg - voz principal, violín
- Harald Barret – guitarra principal, coros, guitarra acústica, coros
- Alex Arnoldsson - guitarra rítmica, coros
- Max Holmberg – bajo, coros
- Peter Hanström – batería